# Mordbränderna i Falun 1975–1976
Mordbränderna i Falun 1975–1976 var flera bränder som under 1970-talet härjade i Falun. Ett antal barn och ungdomar blev misstänkta för att ha anlagt dem. Bränderna startade i slutet av 1975 och förekom även under första halvåret av 1976. Olika saker brann: Husvagn, hus under uppbyggnad, förråd och soprum. Bevisningen kring mordbränderna var svår och polisen knackade dörr vid flera tillfällen. Över ett hundratal personer kallades till förhör.
Ett antal ungdomar mellan 9 och 18 år häktades och tre dömdes sedermera för brotten. Det kom senare fram att förhören hade varit mycket hårda och tuffa. Ungdomarna påstod sig ha fått ledande frågor och hot från poliserna. En av ungdomarna satt sex månader i häkte. Hon och en 16-årig yngling dömdes slutligen. 
Många år senare fick journalisten Hannes Råstam under en kortare period två telefonsamtal från en man som påstod sig vara Falupyromanen och som kände sig mycket ångestfylld. 2008 gjorde Råstam ett TV-program om detta som fick namnet Varför erkände dom? och ingick i serien Dokument inifrån i SVT.
Personerna i dokumentären lämnade in en resningsansökan 2009 för att de ansåg sig ha blivit oskyldigt dömda. Resningsansökan fick avslag. De lämnade in en ny resningsansökan 2010 och 2011. Även dessa fick avslag. Mannen som erkände i telefonsamtalen hörde aldrig mer av sig och han gick bort 2010 [källa behövs].